# Gorica Aćimović
Gorica Aćimović (ur. 28 lutego 1985) – urodzona w Bośni i Hercegowinie, piłkarka ręczna reprezentacji Austrii, środkowa rozgrywająca. Jest narzeczoną znanego austriackiego piłkarza ręcznego Vytautasa Žiūry.

## Sukcesy
- 2005, 2006, 2007, 2008, 2009:  mistrzostwo Austrii
- 2005, 2006, 2007, 2008, 2009:  puchar Austrii
- 2008:  finalistka Ligi Mistrzyń
- 2010:  mistrzostwo Danii
- 2010:  zwycięstwo w Lidze Mistrzyń